# Carl Moltke (udenrigsminister)
 Der er flere personer med dette navn, se Carl Moltke (flertydig).
Carl Poul Oscar greve Moltke (2. januar 1869 i Görz, Østrig – 5. september 1935 på Christiansholm) var en dansk greve, diplomat, officer og udenrigsminister, halvbror til Frederik Moltke.
Han var søn af Adam greve Moltke. Moltke blev sekondløjtnant i Flåden 1889, premierløjtnant 1894, leder af en opmålings-Ekspedition til Sydvestgrønland 1894, gjorde tjeneste i den franske Marine 1895-97, afsked 1901. Legationssekretær, overordentlig gesandt og befuldmægtiget minister i Washington D.C. USA 1908.
1893 ledede Carl Moltke sammen med Vilhelm Garde en indlandsisekspedition til kysten mellem Julianehåb og Nanortalik i det sydvestlige Grønland.
Moltke var dansk gesandt i Berlin under 1. verdenskrig og blev på Erik Scavenius' anbefaling udenrigsminister i Ministeriet Thorvald Stauning I, selvom han ikke var socialdemokrat.
Han var Storkorsridder af Dannebrogordenen.
Moltke er begravet på Ordrup Kirkegård.